# Andrea Stuart
Pour les articles homonymes, voir Stuart.
Andrea Stuart, née en 1962 est une écrivaine et historienne brittano-barbadienne vivant au Royaume-Uni. Sa biographie de Josephine Bonaparte, La Rose de Martinique, a gagné le prix Enid McLeod en 2004.

## Ouvrages
- (en) Showgirls. London: Jonathan Cape, 1996  (ISBN 978-0224036153)
- (en) The Rose of Martinique: A Biography of Napoleon's Josephine. Macmillan (1st édition), 2003  (ISBN 978-0333739334). Réimpression Grove Press / Atlantic Monthly Press, 2005  (ISBN 978-0802142023)
- (en) Sugar in the Blood: A Family’s Story of Slavery and Empire. London: Portobello Books, 2012. USA: Knopf Publishing Group, 2013.